# باي سنتر (واشنطن)
باي سنتر (بالإنجليزية: Bay Center CDP, Washington)‏ هي منطقة سكنية تقع بولاية واشنطن في الولايات المتحدة. تبلغ مساحتها 1.0 كم2، وترتفع عن سطح البحر 3 م، بلغ عدد سكانها 276 نسمة في عام 2010 حسب إحصاء مكتب تعداد الولايات المتحدة وتصل الكثافة السكانية فيها 276 نسمة لكل كيلومتر مربع (714.8/ميل2).

## التركيبة السكانية
حدّد مكتب تعداد الولايات المتحدة بيانات التركيبة السكانية لباي سنتر في تعداد الولايات المتحدة. في ما يلي، التركيبة السكانية حسب تعدادي 2000 و2010.

### تعداد عام 2000
بلغ عدد سكان باي سنتر 174 نسمة بحسب تعداد عام 2000، وبلغ عدد الأسر 70 أسرة وعدد العائلات 43 عائلة مقيمة في المنطقة السكنية. في حين سجلت الكثافة السكانية 174 نسمة لكل كيلومتر مربع (450.7/ميل2). وبلغ عدد الوحدات السكنية 92 وحدة بمتوسط كثافة قدره 92 لكل كيلومتر مربع (238.3/ميل2).
وتوزع التركيب العرقي للمنطقة السكنية بنسبة 68.39% من البيض و14.37% من الأمريكيين الأصليين و0.57% من الأمريكيين ذوي الأصول الآسيوية و9.20% من الأعراق الأخرى و7.47% من عرقين مختلطين أو أكثر و10.34% من الهسبانيون أو اللاتينيون من أي عرق.
بلغ عدد الأسر 70 أسرة كانت نسبة 35.7% منها لديها أطفال تحت سن الثامنة عشر تعيش معهم، وبلغت نسبة الأزواج القاطنين مع بعضهم البعض 45.7% من أصل المجموع الكلي للأسر، ونسبة 10% من الأسر كان لديها معيلات من الإناث دون وجود شريك،  بينما كانت نسبة 5.7% من الأسر لديها معيلون من الذكور دون وجود شريكة وكانت نسبة 38.6% من غير العائلات. تألفت نسبة 34.3% من أصل جميع الأسر من عدة أفراد يعيشون في نفس المنزل ونسبة 10% كانت تتألف من شخص يعيش بمفرده يبلغ من العمر 65 عاماً أو أكثر. وبلغ متوسط حجم الأسرة المعيشية 2.49، أما متوسط حجم العائلات فبلغ 3.19.
بلغ العمر الوسطي للسكان 30.0 عاماً. وكانت نسبة 31% من القاطنين تحت سن الثامنة عشر، وكانت نسبة 13.2% بين الثامنة عشر والرابعة والعشرين عاماً، ونسبة 22.4% كانت واقعةً في الفئة العمرية ما بين الخامسة والعشرين والرابعة والأربعين عاماً، ونسبة 19.5% كانت ما بين الخامسة والأربعين والرابعة والستين، ونسبة 13.8% كانت ضمن فئة الخامسة والستين عاماً فما فوق. يوجد لكل 100 أنثى 107.1 ذكر، ويوجد لكل 100 أنثى في الثامنة عشر من عمرها فما فوق 106.9 ذكر.
بلغ متوسط دخل الأسرة في المنطقة السكنية 38,409 دولارًا، أما متوسط دخل العائلة فبلغ 42,656 دولارًا. وكان متوسط دخل الذكور 33,125 دولارًا مقابل 19,688 دولارًا للإناث. وسجل دخل الفرد الخاص بالمنطقة السكنية 19,325 دولارًا. وكانت نسبة 10.9% من العائلات ونسبة 13.4% من السكان تحت خط الفقر، وكان من هؤلاء نسبة 14.3% تحت سن الثامنة عشر ونسبة 17.9% في الخامسة والستين من العمر وما فوق.

### تعداد عام 2010
بلغ عدد سكان باي سنتر 276 نسمة بحسب تعداد عام 2010، وبلغ عدد الأسر 118 أسرة وعدد العائلات 73 عائلة مقيمة في المنطقة السكنية. في حين سجلت الكثافة السكانية 276 نسمة لكل كيلومتر مربع (714.8/ميل2). وبلغ عدد الوحدات السكنية 186 وحدة بمتوسط كثافة قدره 186 لكل كيلومتر مربع (481.7/ميل2).
وتوزع التركيب العرقي للمنطقة السكنية بنسبة 69.93% من البيض و11.59% من الأمريكيين الأصليين و0.36% من الأمريكيين ذوي الأصول الآسيوية و6.16% من الأعراق الأخرى و11.96% من عرقين مختلطين أو أكثر و8.70% من الهسبانيون أو اللاتينيون من أي عرق.
بلغ عدد الأسر 118 أسرة كانت نسبة 28.8% منها لديها أطفال تحت سن الثامنة عشر تعيش معهم، وبلغت نسبة الأزواج القاطنين مع بعضهم البعض 45.8% من أصل المجموع الكلي للأسر، ونسبة 11.9% من الأسر كان لديها معيلات من الإناث دون وجود شريك،  بينما كانت نسبة 4.2% من الأسر لديها معيلون من الذكور دون وجود شريكة وكانت نسبة 38.1% من غير العائلات. تألفت نسبة 33.9% من أصل جميع الأسر من عدة أفراد يعيشون في نفس المنزل ونسبة 20.3% كانت تتألف من شخص يعيش بمفرده يبلغ من العمر 65 عاماً أو أكثر. وبلغ متوسط حجم الأسرة المعيشية 2.34، أما متوسط حجم العائلات فبلغ 2.89.
بلغ العمر الوسطي للسكان 46.3 عاماً. وكانت نسبة 22.8% من القاطنين تحت سن الثامنة عشر، وكانت نسبة 4.3% بين الثامنة عشر والرابعة والعشرين عاماً، ونسبة 20.7% كانت واقعةً في الفئة العمرية ما بين الخامسة والعشرين والرابعة والأربعين عاماً، ونسبة 26.1% كانت ما بين الخامسة والأربعين والرابعة والستين، ونسبة 26.1% كانت ضمن فئة الخامسة والستين عاماً فما فوق. وتوزع التركيب الجنسي للسكان بنسبة 50% ذكور و50% إناث.